# Tábori Csaba
Tábori Csaba (Sztálinváros, 1960. július 24. –) magyar festő-, grafikusművész.
A Magyar Iparművészeti Főiskola grafikai szakán végzett 1984-ben. 1987-ben egyéves ösztöndíjban, a Smohay-díjban részesítette a Smohay Jánosról elnevezett alapítvány. Magyarországon kívül Ausztriában, Finnországban, Hollandiában és Németországban egyéni kiállításokon mutatták be műveit, illetve több kollektív tárlat kiállítóművésze volt.